# Suman Pokhrel
Suman Pokhrel (nepalés: सुमन पोखरेल, 21 de septiembre de 1967) es un poeta, traductor y artista nepalí. Sus obras se han traducido y publicado internacionalmente.
Recibió el Premio Literario SAARC en 2013 y 2015 por su poesía y sus contribuciones a la poesía y al arte en general en la región de Asia del Sur.

## Biografía
Suman Pokhrel nació el 21 de septiembre de 1967, en Mills Area, Biratnagar, Nepal. Sus padres son Mukunda Prasad Pokhrel y BhaktaDevi Pokhrel.

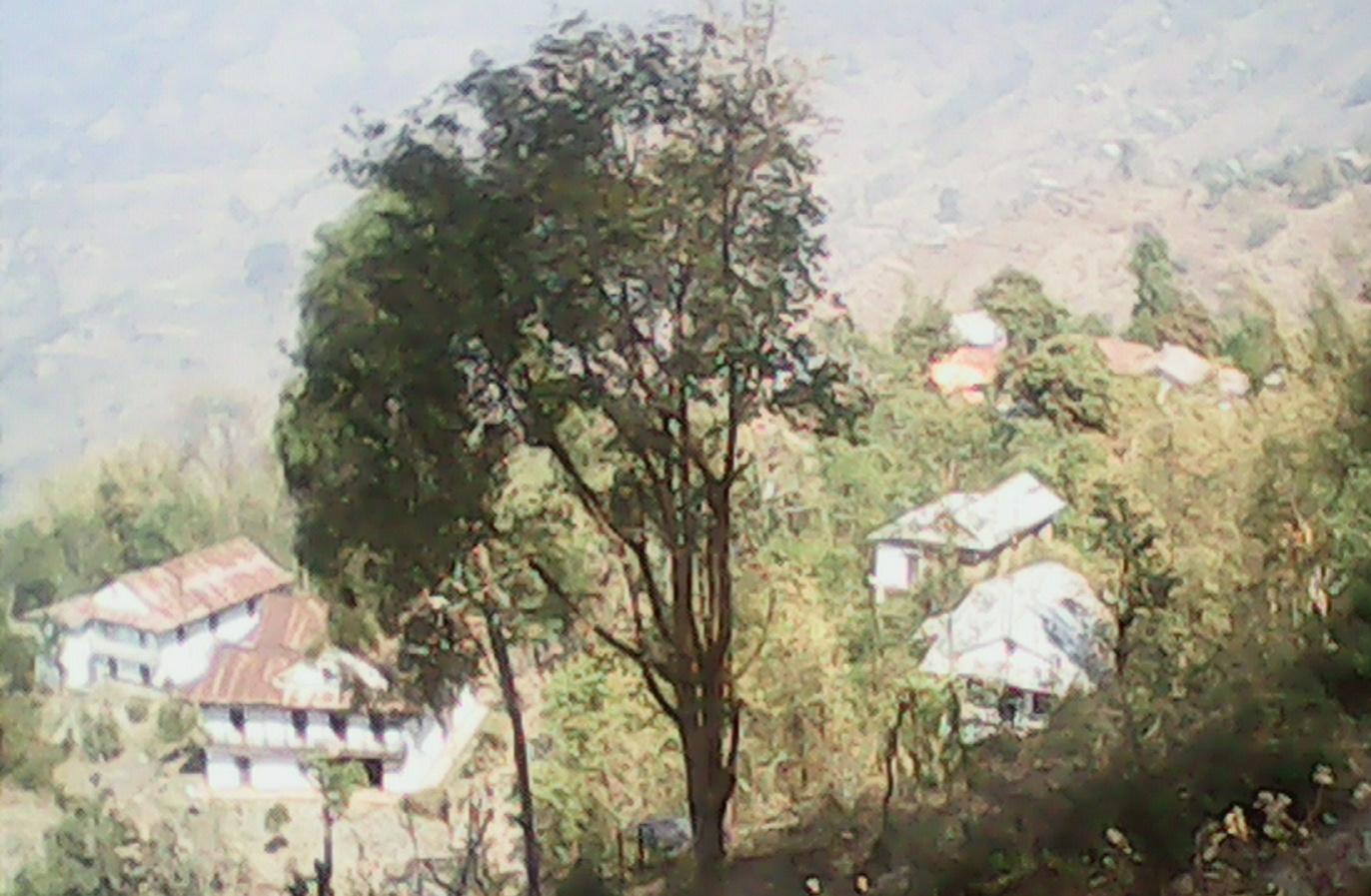
Vista al pueblo de sus antepasados de Pokharel, Kachide

Vivió en Biratnagar, hasta sus cinco años. Luego se traslada a la aldea de sus antepasados Kachide en Dhankuta a la edad de siete y fue criado allí por su abuela paterna. Su abuelo Bidhyanath Pokhrel era poeta y político. Pokhrel conoció la literatura leyendo los libros de la biblioteca de su abuelo, literatura sánscrita clásica Nepalí e Hindi. A la edad de doce años, se trasladó de nuevo a Biratnagar a vivir con sus padres. Fue apadrinado por su padre que era ingeniero de profesión y un bibliófilo muy interesado por el arte y la literatura.

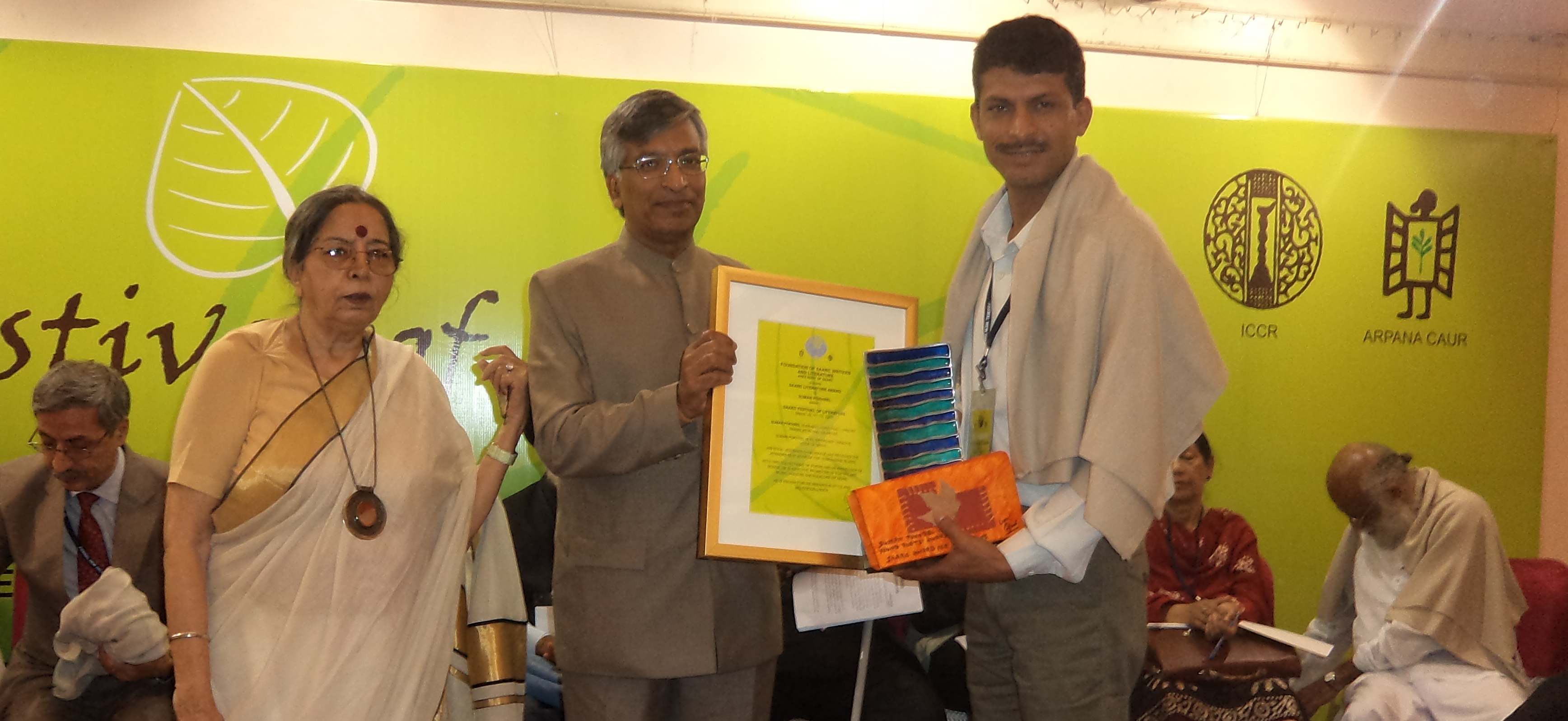
Pokhrel sl recibir el Premio Literario SAARC 2013

Pokhrel obtuvo su Licenciatura en Ciencias, Maestría en Administración de Empresas y Licenciatura en Derecho por la Universidad de Tribhuvan, Nepal.
Se unió a la función pública de Nepal como Oficial de la Sección en febrero de 1995. Dejó su trabajo y se unió a Plan Internacional en diciembre de 1998 como activista de desarrollo y se fue a una región montañosa remota del país. El trabajo exigió visitas a las zonas más remotas de la región. Durante sus visitas a los pueblos pobres, observó las dificultades de la vida de los hombres, mujeres y niños estaban viviendo allí.
Su poema lugar de interés, 'El Taj Mahal y Mi Amor', es un poema innovador. 

## Premios y distinciones
- Premio Literario de la SAARC 2015 – Fundación de la SAARC Escritores y Literatura[11]
- Premio Literario de la SAARC 2013 – Fundación de la SAARC Escritores y Literatura[11]
- Parikalpna Premio, 2013 - Parikalpana Samaya, India
- Jayandra Mejor Libro del Año, 2010– Jayandra Prasai Academia.[12]

## Publicaciones

### Colecciones de poesía
- Soonya Mutuku Dhadkanbhitra - 2000, Vaani Publication Biratnagar[13]
- Jeevanko Chheubaata - 2009, Vaani Publication Biratnagar ISBN 9789994626556[14][15]

### Colección de poemas líricos
- Hazaar Aankhaa Yee Aankhaamaa 2003, Vaani Publication Biratnagar ISBN 9789993365637[16][17]

## Traducciones

### Poesía
- Tradujo obras de poetas extranjeros en nepalés; que incluyen las obras de Anna Akhmatova, Anna Świrszczyńska, Allen Ginsberg, Delmira Agustini, Faiz Ahmad Faiz, Forough Farrokhzad, Gabriela Mistral, Gulzar, Jacques Prévert, Mahmoud Darwish, Nazik Al Malaika, Nazim Hikmet, Nizar Qabbani, Octavio Paz, Pablo Neruda, Sahir Ludhiyanvi, Sylvia Plath, Yehuda Amichai.[9]

### Drama
- La traducción de la obra La Tempestad por William Shakespeare en nepalés como Aandhibehari.

### Memoria
- Traducción de Uno Zero Uno de Ajeet Cour en nepalés como Phiranta.